# Плейстон

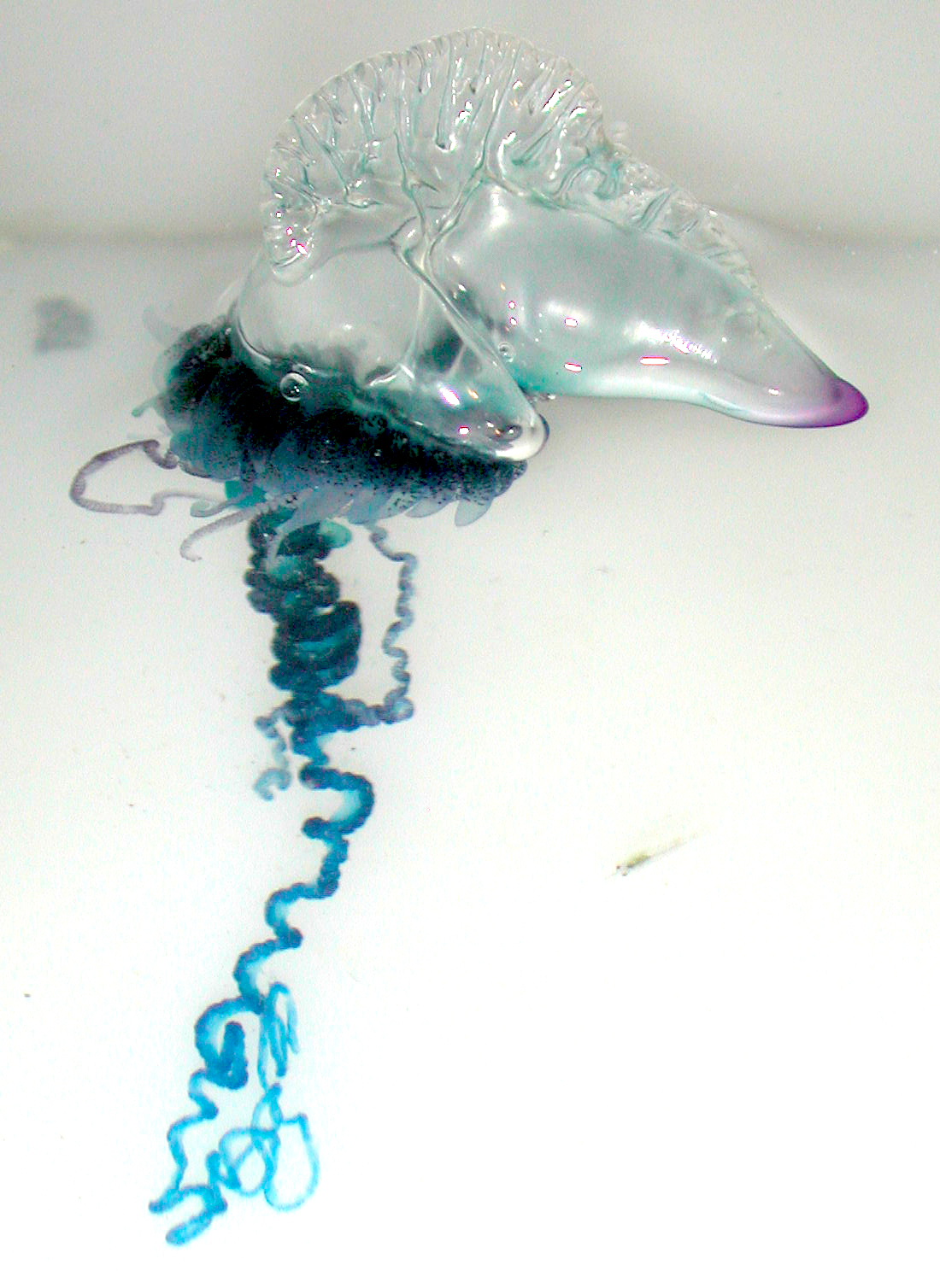
Португальський кораблик (Physalia), який тримається на поверхні води завдяки газовому міхуру

Плейсто́н (від грец. plēusis — плавання, plēō — пливу) — сукупність водних організмів, які тримаються на поверхні води або напівзанурені у неї (тобто ті, що мешкають одночасно у повітряному та водному середовищах).
Поняття «плейстон» може деякою мірою (в залежності від визначення) перекриватися з поняттям «нейстон».
Для багатьох плейстонних організмів характерне утворення газових резервуарів (наприклад, сифонофора Physalia) або виділення пінистих плівок (актинія Minyas, молюск Janthina та ін.), інші прикріплюються до поверхневої плівки (наприклад, голозябровий молюск Glaucus).
Серед рослинних організмів до плейстона належать, наприклад, плаваючі саргасові водорості. Вони здатні поглинати як кисень з атмосферного повітря, так і розчиненений у воді. Є багато прісноводних рослин, що входять до складу плейстону: ряска, вольфія, водяний салат, водяний гіацинт, водокрас, азолла, сальвінія та інші.